# No Name (Montenegrijnse band)
No Name was een zeskoppige Montenegrijnse boyband. 

## Geschiedenis
In 2005 schreven ze zich in voor Montevizija, de Montenegrijnse voorronde voor het Eurovisiesongfestival, met het lied Zauvijek moja. Ze wonnen Montevizija, maar in de gezamenlijke Servisch-Montenegrijnse finale Evropesma, moesten ze het nog opnemen tegen de winnaar van de Servische voorronde Beovizija; Jelena Tomašević. In die finale gaven de Montenegrijnse juryleden geen punten aan de Servische deelnemers en won No Name dus op een ietwat oneerlijke wijze. Op het Eurovisiesongfestival 2005 behaalden ze een zevende plaats.
Een jaar later al vond de band de tijd al rijp voor een nieuwe deelname, dit keer wonnen ze Montevizija niet, maar werden ze tweede. Bij Evropesma echter kwamen ze wel als winnaar uit de bus op dezelfde wijze als het jaar ervoor, omdat de Montenegrijnse jury geen punten gaf aan de Servische deelnemers. Dit leidde tot heftige protesten van Servische zijde en de Servische omroep RTS weigerde om No Name als winnaar te erkennen. Na een voorstel van de Servische omroep RTS om een nieuwe selectie te houden werd uiteindelijk toch besloten om af te zien van deelname. 
Hierna bestond No Name nog twee jaar en daarna ging de groep uit elkaar. 

## Groepsleden
- Daniel Alibabić (8 mei 1986) - zanger
- Marko Prentić (13 juni 1986) - gitarist en zanger
- Marko Perić (19 juli 1985) - bassist en componist
- Bojan Jovović (27 april 1985) - keyboard
- Branko Nedović (24 april 1985) - keyboard
- Dragoljub Purlija (16 oktober 1985) - drummer